# Bulacan (Bulacan)
Bulacan (Bayan ng Bulacan) är en kommun i Filippinerna. Kommunen ligger på ön Luzon, och tillhör provinsen Bulacan. Folkmängden uppgår till 62 903 invånare.
Bulacan är indelat i 14 barangayer.

## Bildgalleri

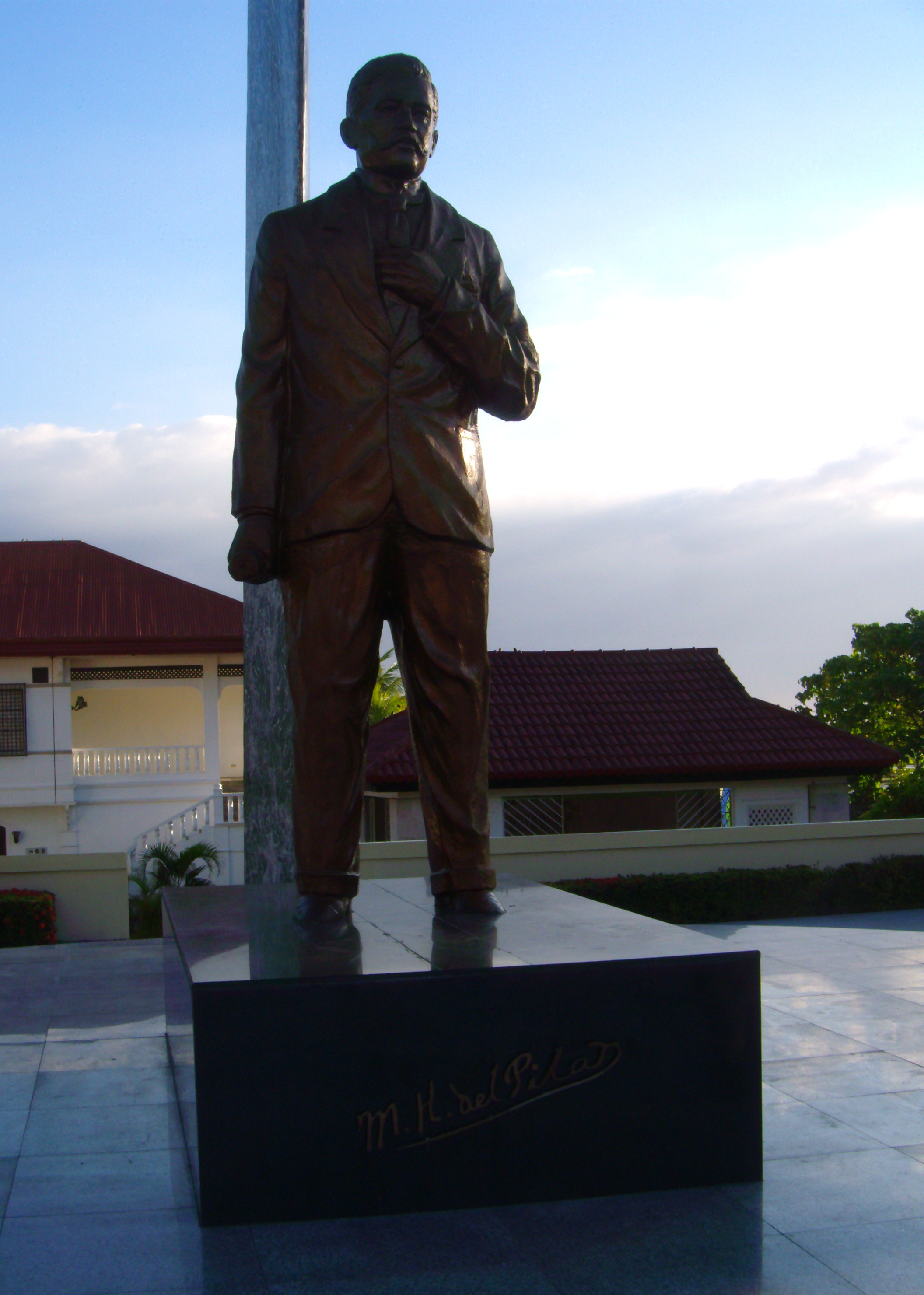
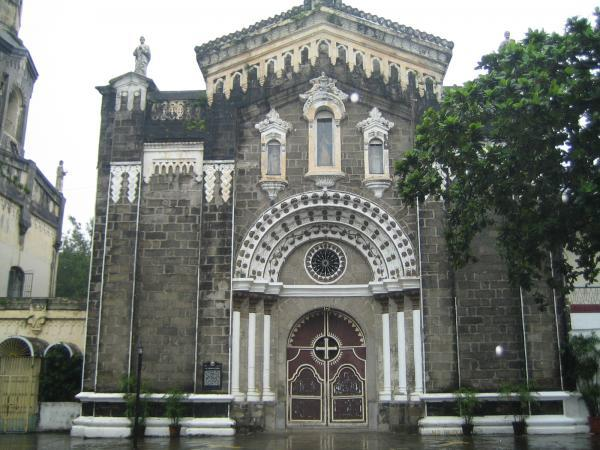
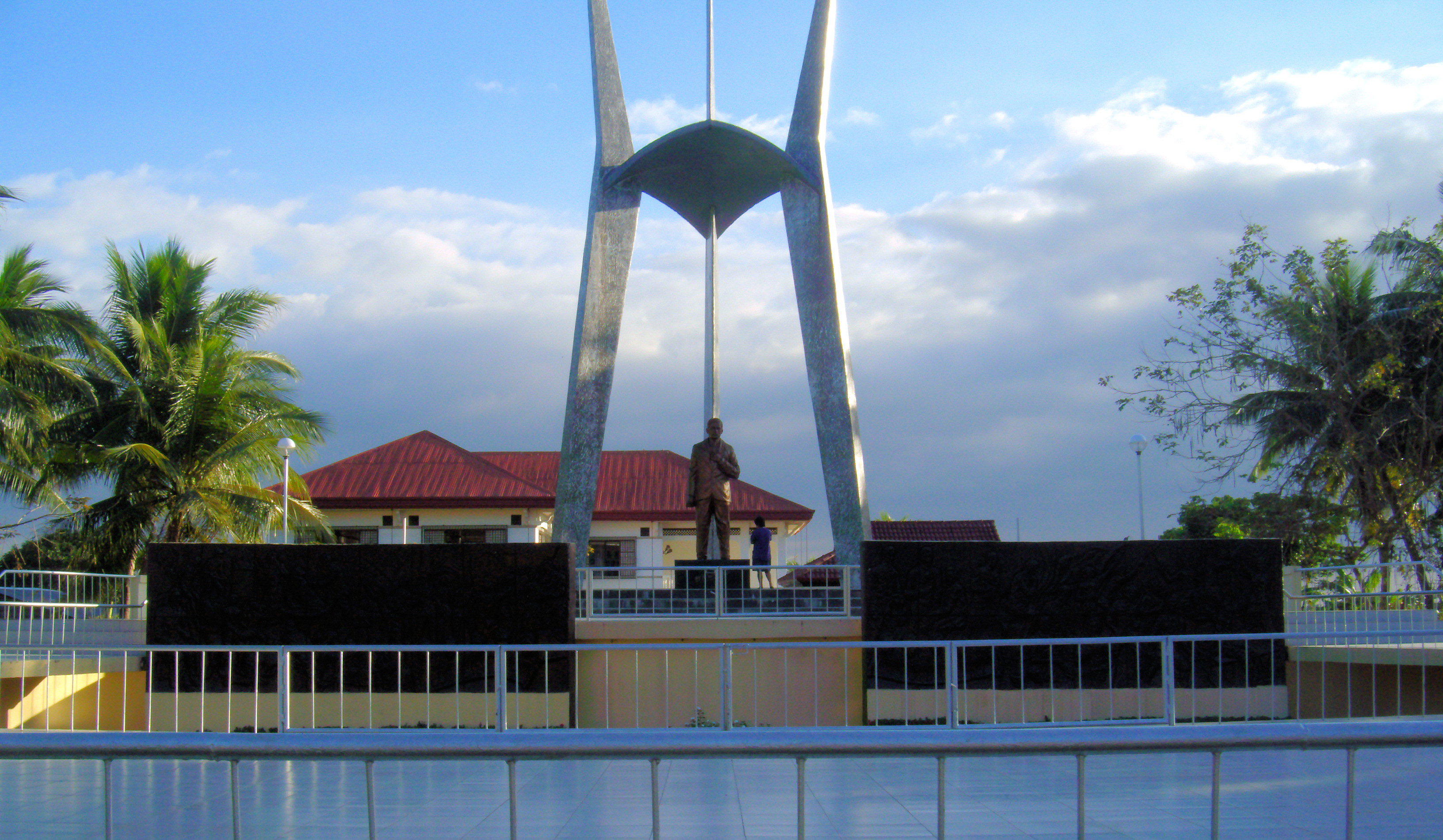